# Daalwijkdreef
De Daalwijkdreef is een dreef in de Bijlmermeer in Amsterdam-Zuidoost. Het eerste gedeelte van de verhoogde dreef, uitsluitend voor snelverkeer, werd geopend in 1971. De dreef verbindt de Dolingadreef in het westen van de Bijlmermeer met de Elsrijkdreef in het oosten waar de dreef met een bocht naar rechts in overgaat. Oorspronkelijk begon de dreef bij het metrostation Strandvliet maar dit gedeelte tot de Dolingadreef verdween bij de komst van de woningen. Verder kruist de dreef de Dubbelinkdreef, Gooiseweg en Bergwijkdreef. Tezamen met de Dolingadreef en de Bergwijkdreef is de Daalwijkdreef de vervanging van de tussen Diemen en de Bijlmermeer verdwenen Ouderkerkerlaan.
In tegenstelling tot bijvoorbeeld de Bijlmerdreef is de dreef nog steeds geheel hooggelegen conform de uitgangspunten van het stedenbouwkundig plan van de Bijlmermeer. Oorspronkelijk waren vanaf de dreef rechtstreekse aansluitingen op de parkeergarages van de flats langs de dreef. Deze zijn echter verdwenen en de auto's kunnen worden geparkeerd op het maaiveld door middel van een hellingbaan naar beneden. Daar waar de Gooiseweg met een viaduct de Daalwijkdreef kruist bevindt zich aan de oostzijde een ongebruikt brughoofd dat ongebruikt bleef omdat de Gooiseweg nooit in de beoogde breedte is aangelegd.
Ten zuiden van de dreef liggen in volgorde de (restanten) van de flatgebouwen Daalwijk, Dennenrode, Develstein (waarvan de voormalige parkeergarage in gebruik is als "World of Food"), Echtenstein, Eeftink en Egeldonk. Ten noorden van de dreef ligt de Venserpolder en het tot de gemeente Diemen behorende Bergwijkpark en de nieuwe wijk Holland park.
Oorspronkelijk lag de gemeentegrens tussen Amsterdam en Diemen midden over de dreef tussen de Gooiseweg en de Elsrijkdreef. Hierdoor lagen de haltes stadinwaarts op het verlengde gedeelte van de dreef van de op 30 september 1973 ingestelde toenmalige GVB bus 58 in de gemeente Diemen en was haltering niet toegestaan vanwege een bepaling van de Commissie Vergunningen Personenvervoer waarbij het GVB buiten de gemeente zonder vergunning niet mocht halteren. Daarom werd de exploitatie uitbesteed aan streekvervoerder Centraal Nederland die in Diemen toen het alleenrecht op vervoer bezat. In later jaren werd de gemeentegrens verlegd naar het noorden en ligt de dreef nu geheel in Amsterdam.
Onder meer buslijnen 44 en 330 rijden over de dreef en hebben haltes die door middel van trappen met het maaiveld zijn verbonden.
De dreef is net als het flatgebouw met die naam bij een raadsbesluit van 20 januari 1971 vernoemd naar een hofstede in Markelo en een patricieërshuis onder Oud-Zuilen.